# Kindergrab von Helfta
Das Kindergrab von Helfta ist ein etwa 1000 Jahre altes herrschaftliches Kindergrab in einem steinernen Sarkophag. Die Bestattung des etwa vier bis fünf Jahre alten Kindes wurde 2021 bei Ausgrabungen in Helfta, einem Stadtteil der Lutherstadt Eisleben in Sachsen-Anhalt, entdeckt.

## Beschreibung
Das Grab lag innerhalb der Radegundiskirche, deren Grundmauern bei der Ausgrabung freigelegt wurden. Sie wurde vor 968 erbaut und befand sich auf dem Areal der von Otto I. genutzten Königspfalz Helfta. Die Kirche wurde nach der Reformation abgetragen und um 2009 wiederentdeckt. Bei Ausgrabungen im Jahr 2021 wurde das Grab in 1,7 Meter Tiefe nahe dem Altar gefunden.
Der steinerne Sarkophag ist 1,25 Meter lang und 30 bis 45 cm breit. Er besteht aus bearbeitetem weißen Muschelkalk. Der Umriss des Körpers ist als Hohlraum sorgfältig aus dem Stein herausgearbeitet worden, im Bereich des Kopfes als Rundung. Das Grab wird wegen des herausgearbeiteten Bereiches für den Kopf als Kopfnischengrab bezeichnet. Das Skelett des Kindes hat sich komplett erhalten. Ob es männlich oder weiblich war, ist derzeit (Stand: Juli 2021) nicht bekannt. Die Archäologen nehmen an, dass das Kind ein Alter von vier bis fünf Jahren hatte. Eine DNA-Analyse ist geplant. Im Sarkophag wurden Fragmente eines Täfelchens aus Blei gefunden. 
Die Entdeckung wurde bei einer Forschungsgrabung des Landesamtes für Denkmalpflege und Archäologie Sachsen-Anhalt auf dem Gelände der Königspfalz gemacht. Dabei wurden im Bereich der Radegundiskirche bisher über 60 Gräber entdeckt. Nach Einschätzung des Archäologen Felix Biermann, der die Ausgrabungen leitete, stammte das bestattete Kind aus elitären Kreisen und möglicherweise aus einem der Geschlechter der Ottonen.